# 愛知縣立陶瓷博物館

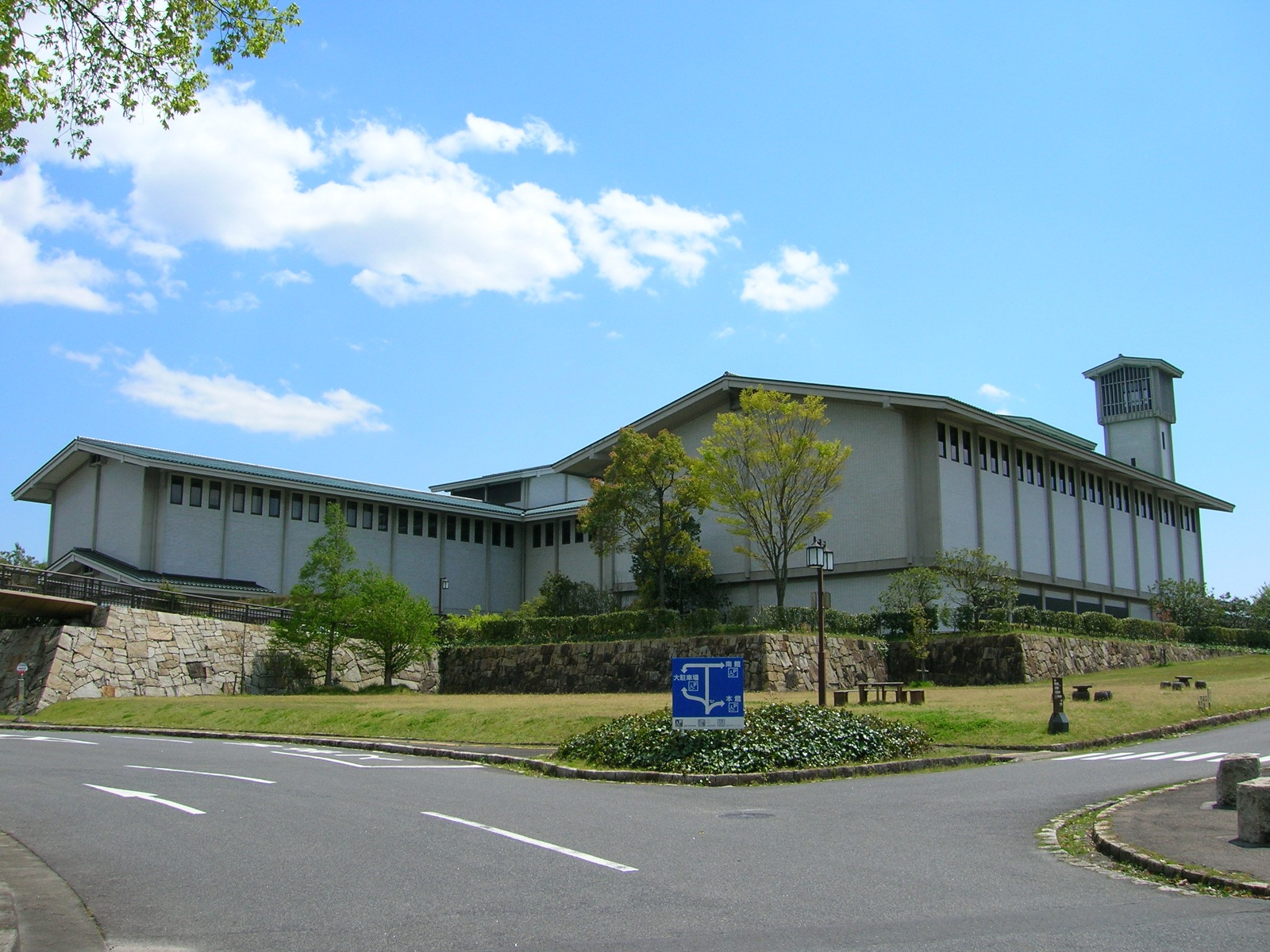
愛知縣立陶瓷博物館主建築

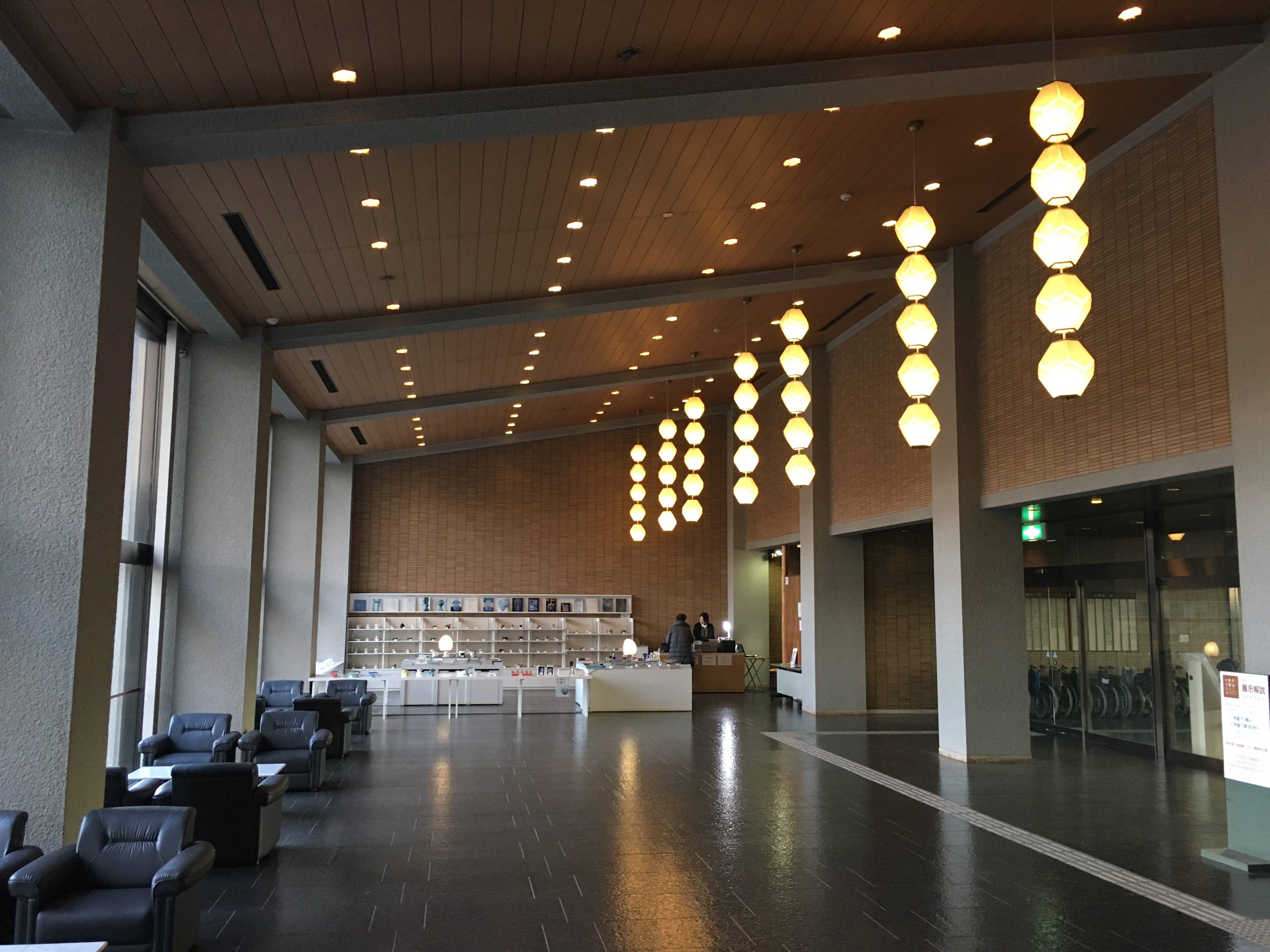
主建築大堂，照片中最遠處爲博物館小賣部

愛知縣立陶瓷博物館（日语：愛知県陶磁美術館）是日本愛知縣瀨戶市的一所藝術博物館。

## 歷史
博物館成立於1978年，展示尾張國發現的日本陶器及歷史。收集範圍廣至繩文時代 （約公元前10000年至公元前300年）到現代日本著名陶藝家的作品，詳細說明日本豐富的陶藝歷史。
博物馆所在地瀨戶市千年來以生產優質的瀨戶燒而聞名。博物館內設有茶室，遊客可以在這裏體驗日本茶道，品嘗著名藝術家制作的茶碗所沏的茶，也設有陶藝館讓遊客嘗試制作和裝飾自己的陶器。

## 展覽及設施
博物館主建築一樓爲特展厅。二樓則設有古陶瓷展，展示來自日本，中國，韓國，東南亞，西亞及歐美等世界各地的古陶瓷。地下一樓則是當代陶藝展。三樓設圖書室。。另設南、西兩館，陶藝館，茶室「陶翠庵」，古窯館，復原古窯和餐廳。

## 開放時間
平日：上午9時30分至下午4時30分（閉館前30分停止入館）
7月1日到9月30日間：上午9時30分至下午5時（閉館前30分停止入館）
逢星期一閉館（如星期一爲節假日，則第二日閉館），12月28日至1月4日閉館。

## 交通
在東山線藤丘車站乘坐名鐵巴士或直接乘坐東部丘陵線可到達陶瓷資料館南車站。

## 外部鏈結
- 愛知縣立陶瓷博物館 （页面存档备份，存于）官方網站
- 愛知縣立陶瓷博物館的Facebook專頁
- 愛知縣立陶瓷博物館的X（前Twitter）
- 愛知縣立陶瓷博物館的Instagram帳戶

 维基共享资源上的相關多媒體資源：愛知縣立陶瓷博物館